# Daniel Sebastián Martínez
Daniel Sebástian Martínez Álvarez (Montevideo, Uruguay; 16 de agosto de 1981) es un exfutbolista Uruguayo. Jugaba de delantero.

## Clubes
| Club                 | País       | Año         |
| -------------------- | ---------- | ----------- |
| Peñarol              | Uruguay    | 2001        |
| Juventud Las Piedras | Uruguay    | 2002        |
| La Luz F.C.          | Uruguay    | 2003 - 2004 |
| Huachipato           | Chile      | 2005        |
| La Luz F.C.          | Uruguay    | 2005        |
| Provincial Valencia  | Honduras   | 2006        |
| La Luz F.C.          | Uruguay    | 2006 - 2007 |
| Standard             | Azerbaiyán | 2007 - 2009 |
| Plaza Colonia        | Uruguay    | 2009        |
| Colegiales           | Argentina  | 2010 - 2011 |
| Unión Magdalena      | Colombia   | 2011 - 2012 |
| Boston River         | Uruguay    | 2014        |